# راغودوكة عديمة البقع
راغودوكة عديمة البقع (الاسم العلمي:Rhagodoca immaculata ) هي نوع من العنكبوتيات تتبع جنس الراغودوكة من فصيلة الراغودات.